# Bari bromide
Bari bromide là hợp chất hóa học với công thức hóa học là BaBr2. Như bari chloride, nó cũng tan trong nước, và là dung dịch độc hại

## Cấu trúc
BaBr2 kết tinh trong chì chloride, tạo ra tinh thể hình thoi màu trắng ở dạng bột. Trong dung dịch BaBr2 hoạt động như một muối.
Bari bromide có thể phản ứng với các ion sunfat từ acid sulfuric để tạo rs ra một kết tủa của bari sulfat.
BaBr2(aq) + SO42− → BaSO4(s) + 2 Br−(aq)
Phản ứng tương tự xảy ra với acid oxalic, acid fluorhydric, và acid phosphoric.

## Điều chế
BaBr2 có thể được điều chế bằng BaS hoặc BaCO3 phản ứng với HBr, phản ứng diễn ra rất nhanh
BaBr2:
BaS + 2HBr → BaBr2 + H2S
BaCO3 + 2HBr → BaBr2 + CO2 + H2O
Bari bromide có thể kết tinh từ dung dịch tạo thành dạng hydrat BaBr2·2H2O, Sau đó tạo thành dạng khan bằng cách đun nóng ở 120 °C.

## Sử dụng
Bari bromide là một tiền chất của các chất hóa học được sử dụng trong nhiếp ảnh và của các bromide khác.
Trong lịch sử, bari bromide, ta có thể được sử dụng để làm sạch radium trong một quá trình phân đoạn kết tinh được Marie Curie phát minh ra. Bởi vì radium ưu tiên kết tủa trong một dung dịch của bari bromide, cho nên tỷ lệ của radium với barium trong kết tủa sẽ là cao hơn so với tỷ lệ trong dung dịch.

## An toàn
Bari bromide hòa tan trong nước (giống các muối bari khác) là chất độc hại, và có thể gây nhiễm độc nặng nếu ăn.